# تيم موسى
تيم موسى (1 ديسمبر 1994 في المملكة المتحدة - ) (بالإنجليزية: Tim Moses)‏ هو لاعب كريكت بريطاني.

## وصلات خارجية
- تيم موسى على موقع إي آس بي آن كريك إنفو (الإنجليزية)